# Tyto furcata
La lechuza de los campanarios americana o lechuza común americana (Tyto furcata) es un taxón correspondiente a un ave estrigiforme con la categoría de especie plena dentro del género Tyto o una subespecie de la especie Tyto alba, la que es una de las aves más ampliamente distribuidas de todo el mundo. Como subespecie se limitaría a algunas de las islas del Caribe: Cuba, Gran Caimán y Jamaica; en tanto que como especie incluiría las poblaciones americanas continentales, desde el sur de Canadá hasta el cabo de Hornos.

## Taxonomía
Descripción original
Este taxón fue descrito originalmente en el año 1827 por el aristócrata, naturalista, zoólogo y botánico neerlandés Coenraad Jacob Temminck, con el nombre científico de Strix furcata.
Localidad tipo
La localidad tipo referida es: “Cuba”.

### Discusión taxonómica, distribución y subdivisión
Para algunos especialistas representa solo una subespecie de la especie Tyto alba (es decir, Tyto alba furcata). En esta hipótesis, su distribución es bastante acotada, encontrándosela en algunas de las islas de las Antillas en el Caribe: Cuba, Gran Caimán y Jamaica.
Para otros, en cambio, se trataría de una buena especie (es decir, Tyto furcata). Esto es en razón de las importantes divergencias genéticas entre los clados "furcata" y "alba", del nuevo y viejo Mundo respectivamente, integrantes de lo que otrora se entendida como un conjunto que integraba una única especie: Tyto alba. Su separación específica fue propuesta originalmente por König y Weick en el año 2008 y corroborada por otros autores en estudios posteriores. En este caso se extendería también sobre una enorme superficie continental americana, cubriendo, con distintas subespecies, desde el sur de Canadá hasta el cabo de Hornos, incluyendo las Bahamas, las Bermudas y la isla La Española.
Subespecies

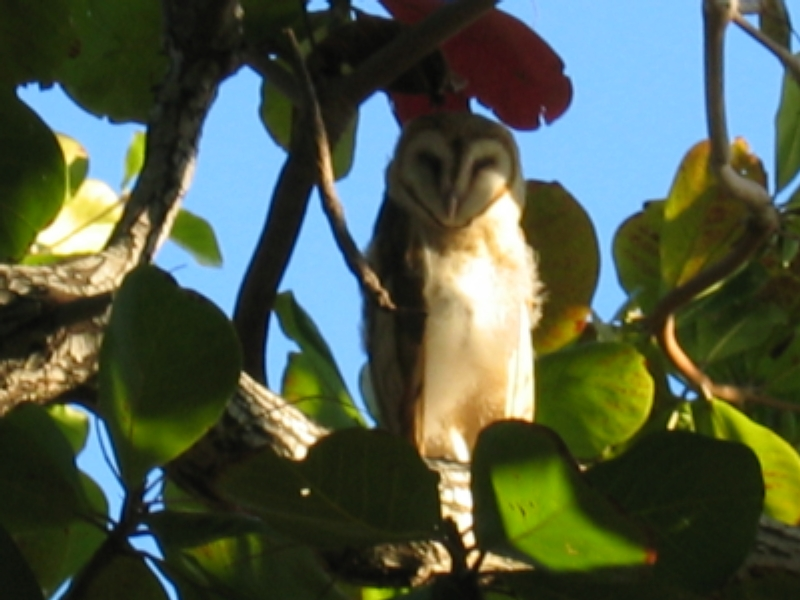
Tyto furcata furcata, la subespecie típica, habita en varias islas, como ser Cuba.

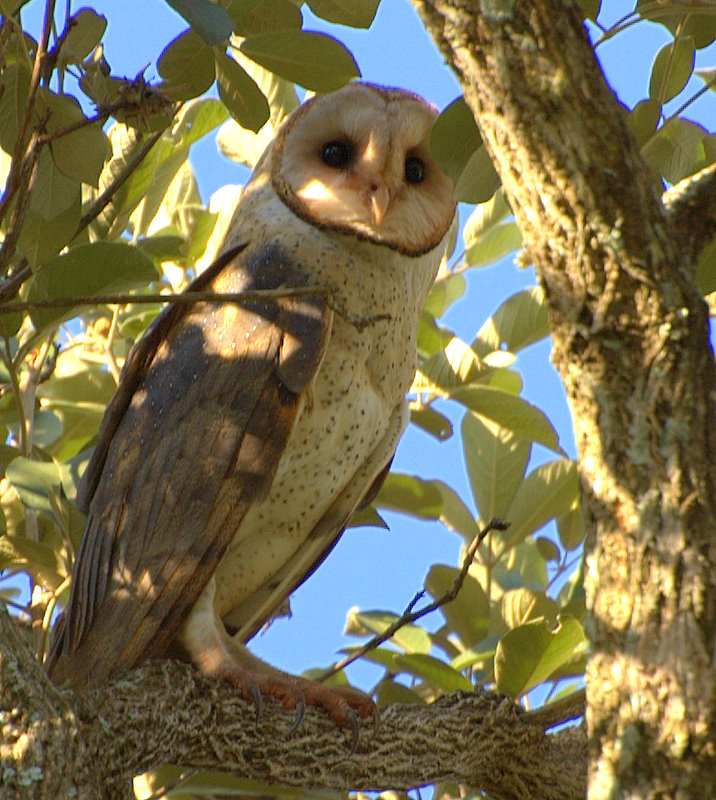
Tyto furcata tuidara.

Tyto furcata como especie plena estaría compuesta por unas 5 subespecies:
- Tyto furcata pratincola (Bonaparte, 1838) - Es la especie más septentrional, cubriendo gran parte de América del Norte desde el sur de Canadá hacia el sur hasta el este de Guatemala y de Nicaragua. Si se incluye como sinónimo más moderno a Tyto furcata guatemalae (Ridgway, 1874) se le suman también las poblaciones desde el oeste de Guatemala hasta Panamá y el norte de Colombia.
- Tyto furcata furcata (Temminck, 1827) - Es la subespecie típica. Habita en las islas de Cuba, Jamaica y Gran Caimán.
- Tyto furcata contempta (Hartert, 1898) Vive en zonas templadas en el norte y noroeste de los Andes, desde el oeste de Venezuela a través de Colombia y Ecuador hasta el oeste del Perú.
- Tyto furcata hellmayri (Griscom & Greenway, 1937) Vive en zonas tropicales al norte del río Amazonas, desde el este de Venezuela, las Guayanas, el norte de Brasil, la isla de Margarita y Trinidad y Tobago.
- Tyto furcata tuidara (J. E. Gray, 1829) Vive en zonas bajas sudamericanas al sur del río Amazonas, al este de los Andes primero y luego desde la costa del Pacífico hasta la del Atlántico, alcanzando por el sur el cabo de Hornos y las islas Malvinas.

## Descripción
Las partes ventrales blancas y la parte anterior de su cabeza con característico disco facial en forma de corazón, permiten separarla de otras lechuzas y búhos americanos. Con respecto a otras especies del género, este taxón se distingue por ser mayor que la lechuza que habita en Europa. La cabeza y el cuerpo son más grandes y gruesos, con garras más potentes. Normalmente las alas exhiben en las secundarias una zona pálida bastante grande. Partes inferiores, en general, están claramente manchadas de oscuro. Las secundarias y las plumas de la cola a menudo no presentan marcas blanquecinas.
Los tarsos y dedos están emplumados, lo que le brinda protección, evitando de este modo sufrir heridas por las presas que captura.

## Costumbres
Se alimenta de insectos, anfibios, reptiles, aves y especialmente de roedores y otros mamíferos pequeños, a los que captura durante el crepúsculo y en horarios nocturnos. Vive en casi cualquier tipo de hábitat, incluso en bosques tropicales.
Para nidificar emplea huecos en grandes árboles, grietas entre paredes rocosas, cuevas y, especialmente, construcciones humanas (galpones, campanarios, casas abandonadas). Allí coloca de 4 a 8 huevos blancos.